# Николай Петков (алпинист)
Вижте пояснителната страница за други личности с името Николай Петков.
Николай Петков е алпинист и катерач. Участник е в експедиции, осъществили едни от най-големите постижения на българския алпинизъм – Еверест по Западния гребен (1984), Южната стена на връх Комунизъм (1986), изкачването на Транго Тауър (1998) и други. Повторно изкачва Еверест 20 години по-късно – през 2004 г., когато в рамките на нова национална експедиция достигна върха този път от север (Тибет). По този начин Николай Петков става първият и единствен алпинист, обходил и трите ръба на Еверест – Западен, Югоизточен и Североизточен.

## Биография
Николай Петков е роден на 11 ноември 1958 г. в град Смолян. Завършва специалност електроинженерство. Работи като компютърен специалист в личната си фирма.
В скалното катерене и алпинизма навлиза през 1973 г. Катери скалите на Беледие хан, Лакатник, Реселец, Ритлите и Черепиш, Вратцата, Пирин, Мальовица. По тях, след продобиване на катерачен опит, прокарва не един премиерен маршрут. Още от самото начало е свързан с дейността на алпийския клуб в Туристическо дружество „Планинец“.
През своята дългогодишна алпийска дейност посещава върхове и катерачни обекти в следните планини и райони в чужбина: Хималаи, Каракорум, Памир, Тяншан, Анди (вкл. Кордилера Бланка и Патагония), Аляска (Аляски хребет), Сиера Невада – Йосемити, Гранд Каньон, Килиманджаро, Кения, Голям Кавказ, Арменско плато Маоке – Джая, Алпи (вкл. Дофински, Савойски, Грайски, Пенински (Валиски), Бернски, Ретийски, Доломити), Високи Татри, Крит – Лефка, Гърция, Турция, Саксонска Швейцария – Фалкенщайн, Канарски острови – Тенерифе, Тангра. Повечето от тях – многократно.
Първото му значимо постижение в чужбина е прокарването на нов, скално-леден маршрут по 1100-метровата източна стена на връх Шхелда (4320 м) в Кавказ, на 2 август 1980 г., заедно с Димитър Начев.
Може би най-известен сред обществото е с опита си във височинния алпинизъм. В актива си има пет изкачвания на общо четири осемхилядници. Хронологически изкачванията се подреждат по следния начин: Еверест (8848 м), по Западния гребен, на 9 май 1984 г., заедно с Кирил Досков. От щурмовия лагер (8120 м) до върха разстоянието преодоляват за 6 ч. 10 мин, трета успешна свръзка от добилата широка известност национална експедиция, мобилизирала реурсите на голяма част от обществото. Слизането предприемат по класическия маршрут през Южния връх (8749 м), Южното седло (7995 м) и Западния циркус, като по този начин осъществяват пълен траверс на върха, понякога известен като „Български траверс“; Дхаулагири (8167 м) в Непалските Хималаи в алпийски стил през следмусонния период на 1997 г., заедно с Тончо Тончев, в рамките на клубна експедиция на АК „Планинец“ – първо българско изкачване на осемхилядник в алпийски стил – постижение, дошло в резултат и от проведената още през 1989 г. разузнавателна експедиция, заедно с Иван Масларов; неуспешен опит (до около 7350 м на 26 юли 2001 г.) на Броуд пик (8047 м) в Каракорум, заедно с Дойчин Боянов, Боян Петров и Иван Павлов, част от национална експедиция, в подготовка за изкачване на К2 (8611 м) през следващата година; Еверест от север през 2004 г., заедно с Дойчин Боянов, по време на юбилейната национална експедиция по случай 20 години след „Еверест 1984“; Нанга Парбат (8125 м) в Пакистанските Хималаи, по нормалния маршрут на Кинсхофер по Диамирския склон на 8 юли 2006 г., заедно с Дойчин Боянов, а в експедицията участват още Тервел Керелов и д-р Теменуга Станева; Гашербрум I (8068 м) или Хидън пик в Каракорум, по маршрут през Японския кулоар – първо българско изкачване, заедно с Дойчин Боянов, Боян Петров и Николай Вълков на 26 юли 2009 г., след предишен неуспешен опит (до 6500 м на 1 август 2006 г.) отново с Дойчин Боянов – веднага след успешния им опит на Нанга Парбат месец по-рано.
| Височина | Връх         | Планина   | Държава          | Година | Бележки                                                                                       |
| -------- | ------------ | --------- | ---------------- | ------ | --------------------------------------------------------------------------------------------- |
| 8848 м   | Еверест      | Хималаи   | Непал / Китай    | 1984   | Трето българско изкачване – по Западния гребен, слизане по Югоизточния гребен (пълен траверс) |
| 8848 м   | Еверест      | Хималаи   | Китай / Непал    | 2004   | Рекордно постижение (след 20 г.) – по Североизточния гребен (трети обходен гребен)            |
| 8167 м   | Дхаулагири   | Хималаи   | Непал            | 1997   | Първо българско изкачване на осемхилядник в алпийски стил                                     |
| 8167 м   | Дхаулагири   | Хималаи   | Непал            | 1989   | Разузнавателна експедиция – пълен обход на масива                                             |
| 8126 м   | Нанга Парбат | Хималаи   | Пакистан         | 2006   | Второ българско изкачване                                                                     |
| 8080 м   | Гашербрум I  | Каракорум | Пакистан / Китай | 2009   | Първо българско изкачване                                                                     |
| 8080 м   | Гашербрум I  | Каракорум | Пакистан / Китай | 2006   | до 6500 м                                                                                     |
| 8051 м   | Броуд пик    | Каракорум | Пакистан / Китай | 2001   | до 7350 м                                                                                     |

Сред седемхилядниците Николай Петков има общо шест изкачвания – две на връх Комунизъм (7495 м) – днес Исмаил Самани в Памир, три на връх Ленин (7134 м) – днес Ибн Сина или Авицена в Памир, едно на Хан Тенгри (6995 или 7010 м) в Тяншан. Пик Комунизъм е изкачен през 1983 г., по време на подготовката за експедицията до Еверест, както и през 1986 г. – този път по неговата трудна Южната стена, една от най-големите в света – висока около 2500 м. Изкачването е осъществено по маршрута на Едуард Мисловски (среден наклон 55 градуса, трудност IV до IV+ по UIAA), заедно с Иван Масларов, Петко Тотев, Господин Динев и Петър Петров, и е най-бързото такова до този момент: 27 юли – 2 август 1986 г. (за 7 дни). Връх Ленин е достигнат през 1983, 1985 и през 2003 г. – отново при подготовка за изкачване на Еверест. Хан Тенгри е изкачен през 1998 г., заедно с Петър и Екатерина Хаджидимови, Тодор Минков, Радко Рачев, Кирил Тафраджийски, Румен Ангелов и Владимир Чорбаджийски. За достигане до престижното руско звание „Снежен барс“ му остават върховете Победа (7439 м) – днес Женгиш Чокусу в Тяншан и Корженевска (7105 м) в Памир.
| Височина | Връх                      | Планина | Държава                        | Година | Бележки                                                         |
| -------- | ------------------------- | ------- | ------------------------------ | ------ | --------------------------------------------------------------- |
| 7495 м   | Комунизъм (Исмаил Самани) | Памир   | Таджикистан                    | 1983   | Подготовка за експедиция „Еверест 1984“                         |
| 7495 м   | Комунизъм (Исмаил Самани) | Памир   | Таджикистан                    | 1986   | По Южната стена (2500 м), маршрут на Едуард Мисловски, за 7 дни |
| 7134 м   | Ленин (Ибн Сина)          | Памир   | Киргизстан / Таджикистан       | 1983   | Подготовка за експедиция „Еверест 1984“                         |
| 7134 м   | Ленин (Ибн Сина)          | Памир   | Киргизстан / Таджикистан       | 1985   |                                                                 |
| 7134 м   | Ленин (Ибн Сина)          | Памир   | Киргизстан / Таджикистан       | 2003   | Подготовка за експедиция „Еверест 2004“                         |
| 7010 м   | Кан Тенгри                | Тяншан  | Казахстан / Киргизстан / Китай | 1998   |                                                                 |

- Победа (7439 м) – неизкачен
- Корженевска (7105 м) – неизкачен

След Еверест, в периода 1988 – 1992 г. Николай Петков се изкачва и на четири от оставащите му пет континентални първенци (първенецът на Европа Елбрус е изкачен по-рано), като по този начин става първият българин с такъв актив, а до достигане на пълната колекция от т.нар. „Седем върха (Seven Summits)“ му остава единствено първенеца на Антарктида. На три от тези върхове той и партньорите му са първите българи. Хронологията е следната: Аконкагуа (6961 м), Анди, Южна Америка, на 28 декември 1987 по нормалния маршрут – първо българско изкачване, заедно с Иван и Мариана Масларови, и с Кирил Тафраджийски, а десетина дни след това и по 3000-метровата Южна стена, по френския път и варианта на Меснер, за три дни: 6 – 8 януари 1988 г., отново заедно с Иван Масларов и Кирил Тафраджийски, в рамките на клубна експедиция на АК „Планинец“; Маккинли (6194 м) или Денали, Аляска, Северна Америка, първо българско изкачване, 27 юни 1988 г., заедно с Иван и Мариана Масларови, и с Иван Луканов; Килиманджаро (5895 м), Африка, 21 септември 1991 г., заедно с Иван Масларов; Джая (4884 м) на о. Нова Гвинея, Океания, първо българско изкачване и едно от първите изобщо, през 1992 г., заедно с Владимир Нечев.
- Елбрус (5642 м) – 1980[6], 1983 (зимно)[6], 1987
- Еверест (8848 м) – 1984, 2004
- Аконкагуа (6961 м) – 1987, 1988
- Маккинли (6194 м) – 1988
- Килиманджаро (5895 м) – 1991
- Джая (4884 м) – 1992
- Винсън (4892 м) – неизкачен

Сред другите високи планини на света има следните постижения: Айлънд пик (6189 м), Хималаи, 1987 г., след неуспех на Ама Даблам (6812 м); Фицрой (3405 м), Патагонски Анди, по директния Аржентински тур по източната стена, 29 януари 1991 г., заедно с Иван Масларов, Кирил Тафраджийски и Владимир Нечев; Кения (5199 м), по премиерен „Български път“ по южната стена на Батиан, от 7-а категория (UIAA), 18 – 20 декември 1991 г., заедно с Иван Масларов; Уаскаран (6768 м), Кордилера Бланка, Анди, през 1996 г., заедно с Кирил Тафраджийски и Господин Господинов; Транго Тауър (6257 м), или Безименната кула в Каракорум по Словенския маршрут през 1998 г., заедно със София Фотева, Милен Милчев, Михаил Михайлов, Димитър Колешев и Сотир Стойчев. В експедицията участва и Димитър Паунов. Има и неуспешен опит на Арарат (5137 м) през 1999 г., заедно с Веселин Стефанов. Така списъкът на изкачените шестхилядници изглежда по следния начин:
- Аконкагуа (6961 м) – 1987, 1988
- Уаскаран (6768 м) – 1996
- Транго Тауър (6257 м) – 1998
- Маккинли (6194 м) – 1988
- Айлънд пик (6189 м) – 1987
- Ама Даблам (6812 м) – неуспешен опит (1987)

В Aлпите Николай Петков извършва едни от най-трудните и престижни изкачвания – както по големите северни стени (дори през зимата), така и по трудните скални маршрути в Доломитите. Изкачва Чима Пикола (2857 м) в Доломитите по туровете на Касин и на Комичи през есента на 1980 г.; Северната стена на Матерхорн (4478 м), зимно, по пътя на братя Шмид, 22 – 24 януари 1982 г.; Чима Овест (2973 м) в Доломитите по тура на Касин-Рати за 6 часа, лято 1984 г.; Пти Дрю (3754 м) в Алпите, по Американския тур на западната стена, лято 1984 г.; Северната стена на Айгер (3970 м), зимно, 10 – 13 март 1985 г.; Гран Капюсен (3838 м) по тура на Бонати-Гиго и отново Пти Дрю (3754 м) – този път по ръба Бонати, и двата през 1993 г., а година по-късно Монблан (4807 м) по ръба Френе (със София Фотева и Светослав Георгиев) – все в едноименния масив; Егюий Дибона (3130 м) в масива Екрен през 1995 г.; Чима Гранде (2999 м) по тура на Комичи-Димаи и Мармолада (3343 м) по тура „Модерни времена“ през 1996 г., заедно със София Фотева – и двата в Доломитите; Пти Жорас (3650 м) в масива на Монблан по тура „Анук“ и повторение на изкачването по Чима Гранде през 2000 г.; Чивета (3220 м) в Доломитите по северозападната стена, по тура на Филип-Флам (второ българско изкачване) с излизане на върха по тура на Комичи през 2002 г.; Пиц Бадиле (3308 м) по северната стена през 2008 г.
В САЩ Николай Петков катери през 2002 г., когато прокарва нов маршрут по гребена Команчи на Гранд Каньон в Аризона, заедно с Ан Еранс, Роджър Пейн и Джон Харлин, и през 2007 г., когато заедно с Михаил Михайлов и Дойчин Боянов посещават долината Йосемити в Калифорния. Главната цел е изкачване на 1000-метровата стена на Ел Капитан (2308 м) по тур „Носът“. Изкачени са и множество турове и боулдъри, като „Серенити крак“ и „Ийст бътрес“ по десния край на стената на Ел Капитан. След Носът са осъществени множество други изкачвания, като дълъг тур по стената на Халф Доум (2695 м) – „Снейк Дайк“, също известния тур по северната стена на Рострум.
Каракорум, долината Хане – заедно с Дойчин Боянов и Михаил Михайлов през 2011 г. провеждат проучвателна експедиция в долината Хане, набелязват и измерват височината на девствени върхове в района. През следващата 2012 г. същата група успява да изкачи премиерно два от тях – Левски (5733 м) и Сивата кула (5434 м). В експедицията участва и Тервел Керелов.
Антарктида, Тангра – второ изкачване на връх Лясковец (1473 м) от българските алпинисти Дойчин Боянов и Николай Петков на 1 януари 2015 г., и първо изкачване на Големия Иглен връх (1680 м) на 8 януари 2015 г., заедно с Дойчин Боянов и Александър Шопов. През следващата година заедно с Дойчин Боянов изчаква и връх Свети Борис (1698 м) – на 23 декември 2016 г. През новата 2017 г. изкачва и върховете Симеон (1580 м) и Академия (1253 м), заедно с Дойчин Боянов и Неделчо Хазърбасанов на 16 януари 2017 г.. Петте върха са в планината Тангра на о. Ливингстън, а височините им са измерени с прецизно GPS устройство.
Непълният, примерен списък с изкачени върхове под 6000 м добива вида:
- Килиманджаро (5895 м) – 1991
- Левски (5733 м) – 2012
- Елбрус (5642 м) – 1980, 1983 (зимно), 1987
- Сивата кула (5434 м) – 2012
- Кения (5199 м) – 1991
- Арарат (5137 м) – неуспешен опит (1999)
- Джая (4884 м) – 1992
- Монблан (4807 м) – 1994
- Матерхорн (4478 м) – 1982 (зимно)
- Шхелда (4320 м) – 1980
- Гермогенов (3993 м) – 1980
- Айгер (3970 м) – 1985 (зимно)
- Егюий дю Миди (3842 м) – 1984
- Гран Капюсен (3838 м) – 1993
- Пти Дрю (3754 м) – 1984, 1993
- Пти Жорас (3650 м) – 2000
- Фицрой (3405 м) – 1991
- Мармолада (3343 м) – 1996
- Пиц Бадиле (3308 м) – 2008
- Чивета (3220 м) – 2002
- Егюий Дибона (3130 м) – 1995
- Чима Гранде (2999 м) – 1996, 2000
- Чима Овест (2973 м) – 1984
- Чима Пикола (2857 м) – 1980
- Ломницки щит (2634 м) – 1982 (зимно)
- Свети Борис (1698 м) – 2016
- Голям Иглен връх (1680 м) – 2015
- Симеон (1580 м) – 2017
- Лясковец (1473 м) – 2015
- Академия (1253 м) – 2017
- Фалкенщайн (381 м) – 1983

## Експедиции и хронология на изкачените върхове
- 1980, July – Caucasus, Adil-Su, Pic Germogenov (3993 m)
- 1980, July – Caucasus, Elbrus (5642 m)
- 1980, 2 август – Caucasus, Shkhelda East (4320 m), East Face (1100 m), new route[6]
- 1981, September – Crete, Costia Peak, new route[6]
- 1981, 5 октомври – Dolomites, Cima Piccolissima di Lavaredo (2700 m), „Cassin Route“ (250 – 300 м, VI+)[6]
- 1981, 6 октомври – Dolomites, Cima Piccola di Lavaredo (2857 m), „Comici Route“ (250 – 300 м, VI)[6]
- 1982, winter, 5 март – High Tatras, Lomnický štít (2634 m), SE Face (700 m)[6]
- 1982 – Saxony, Elbe Sandstone Mountains, Falkenstein Massif (381 m), „Southern Crack (Südriss)“
- 1983, winter, 22 – 24 януари – Swiss Alps, Matterhorn (4478 m), North Face, „Schmid Brothers Route“[6]
- 1983, winter – Caucasus, Elbrus (5642 m)[6]
- 1983, 1985, 2003 – Pamir, Peak Lenin (7134 m) – today Ibn Sina (Avicenna) Peak[6]
- 1983, 1986 – Pamir, Peak Communism (7495 m) – today Ismoil Somoni Peak[6]
- 1984, 9 май – Himalayas, Mount Everest (8848 m), West Ridge (ascent – third Bulgarian, fifth overall, and last ever since) – 6 h 10 min starting at 8120 m, South Col (descent), complete traverse[6]
- 1984 – Dolomites, Cima Ovest di Lavaredo (2973 m), „Cassin-Rati“ Route in 9 hours[6]
- 1984, 25 юли – French Alps, Aiguille du Midi (3842 m), South Face, „Rebuffat Route“ (250 m) in 2.5 hours[6]
- 1984, 28 юли – French Alps, Petit Dru (3754 m), West Face, „American Direct“ Route in 10 hours[6]
- 1985, winter, 10 – 13 март – Swiss Alps, Eiger (3975 m), North Face
- 1986, 27 юли – 2 август – Pamir, Peak Communism (7495 m), South Face (2500 m), „Eduard Mislovsky Route“ (up to 7+ UIAA), then record time (7 days)
- 1987 – Caucasus, Elbrus (5642 m), „Volna Espania“ Route
- 1987 – Himalayas, Island peak or Imja Tse (6189 m)
- 1987, 28 декември – Andes, Aconcagua (6961 m), first Bulgarian ascent
- 1988, 6 – 8 януари – Andes, Aconcagua (6961 m), South Face (3000 m), „French Route“, Messner Variant, in 3 days
- 1988, 27 юни – Alaska, Mount McKinley or Denali (6194 m), first Bulgarian ascent
- 1989 – Himalayas, Dhaulagiri, Exploratory Expedition
- 1991, 29 януари – Patagonian Andes, Fitz Roy or Cerro Chaltén (3405 m), East Face, „Direct Argentine“ Route
- 1991, 27 юни – Mount Kilimanjaro, Kibo crater, Uhuru Peak (5895 m)
- 1991, 18 – 20 декември – Mount Kenya 5199 m, Batian, South Face, „Bulgarian Way“ – new route (7 UIAA)
- 1992 – New Guinea, Puncak Jaya or Karstenz Pyramid (4884 m)
- 1993 – French Alps, Grand Capucin (3838 m), „Bonnati-Ghigo“ Route
- 1993 – French Alps, Petit Dru (3754 m), Bonatti Pillar
- 1994 – French Alps, Mont Blanc (4807 m), Central Pillar of Frêney
- 1995 – French Alps, Massif des Écrins, Aiguille Dibona (3130 m), 6c
- 1996 – Cordillera Blanca, Huascarán (6768 m)
- 1996 – Dolomites, Cima Grande di Lavaredo (2999 m), „Comici-Dimai“ Route
- 1996 – Dolomites, Marmolada (3343 m) – „Tempi Moderni“ Route
- 1997, 21 септември – Himalayas, Dhaulagiri I (8167 m)
- 1998 – Karakoram, Trango (Nameless) Tower (6257 m), „Slovenian Route“
- 1998 – Tian Shan, Khan Tengri (6995 or 7010 m)
- 2000 – French Alps, Petit Jorassess (3650 m), „Anuk“ Route
- 2000 – Dolomites, Cima Grande di Lavaredo (2999 m), „Comici-Dimai“ Route
- 2001 – Karakoram, Broad Peak (8047 m) – up to 7350 m
- 2002 – Dolomites, Chivetta (3220 m), NW face, „Filippe-Flamm“ Route (second Bulgarian ascent), finish through „Comici“ Route
- 2002 – Arizona, Grand Canyon, Comanche Ridge, new route
- 2004, 20 май – Himalayas, Mount Everest (8848 m), NE Ridge
- 2006, 8 юли – Himalayas, Nanga Parbat (8125 m), Diamir Face, Kinshofer Route
- 2007, October – Yosemite, El Capitan (2308 m), „Serenity Crack“
- 2007, October – Yosemite, El Capitan (2308 m), „East Buttress“
- 2007, October – Yosemite, El Capitan (2308 m), „The Nose“
- 2007, October – Yosemite, Half Dome (2695 m), „Snake Dike“
- 2008, September – Swiss Alps, Piz Badile (3308 m), North Face
- 2009, 26 юли – Karakoram, Gasherbrum I (8068 m), first Bulgarian ascent
- 2011, 11 – 20 септември – Karakoram, Khane valley, Exploratory Expedition[24]
- 2012, 13 – 14 август – Karakoram, Khane valley, Levski Peak (5733 m), West Face, first ascent (650 m, M6, AI4, 6a)[25][26][27]
- 2012, 19 – 20 август – Karakoram, Khane valley, Grey Tower (5434 m), East Face, first ascent (600 m, AI3 – to the col, 6b, mainly 5c)[25][26][27]
- 2015, 1 януари – Antarctica, Livingston Island, Tangra Mountains, Lyaskovets Peak (1473 m), „Ivanov–Vasilev“ Route, second ascent[28]
- 2015, 8 януари – Antarctica, Livingston Island, Tangra Mountains, Great Needle Peak (1680 m), first ascent[28]
- 2016, 23 януари – Antarctica, Livingston Island, Tangra Mountains, St. Boris Peak (1698 m), first ascent[29]